# Curt Mileikowsky
Curt Mileikowsky, född 1 maj 1923 i Stockholm, död 24 juni 2005, var en svensk ingenjör, forskare och företagsledare inom Asea och Saab-Scania.

## Biografi
Mileikowsky tog civilingenjörsexamen i teknisk fysik 1947, och forskade därefter vid Nobelinstitutet för fysik. Han disputerade för teknologie doktorsgrad vid Kungliga Tekniska högskolan (KTH) 1953. 
Han blev docent samma år och 1954 tillförordnad professor vid KTH.
Mileikowsky bytte därefter till en industriell yrkesbana, och blev chef för Aseas atomkraftavdelning, som just hade bildats. Under hans ledning inleddes arbetet med att utveckla en svensk lättvattenreaktor av typen kokvattenreaktor avsedd för civil energiproduktion. Hans erfarenhet av kontraktsförhandlingar på denna post gjorde att han 1962 blev Aseas marknadschef och vice verkställande direktör. Han kom i denna position att ansvara för att Asea 1965 fick kontrakt på totalleverans av kärnreaktorn Oskarshamn 1, som var Sveriges första kommersiella kärnkraftverk, och vid detta tillfälle den största beställning Asea någonsin hade fått.
1968 rekryterades Mileikowsky som VD för Saab AB, där han ersatte Tryggve Holm. Mileikowsky fortsatte på posten efter sammanslagningen till Saab-Scania AB 1969. Under mitten av 1970-talet befann sig de svenska personbilstillverkarna i svår kris, och förslag om en fusion mellan Saab-Scania och  Volvo lanserades 1977. Ledningen för Saab-Scania befarade att en fusion skulle innebära att Saab-identiteten utplånades, och med Mileikowsky i spetsen var de emot fusionsplanerna och förmådde Marcus Wallenberg ge upp idén. Meningsskiljaktigheterna kring fusionen ledde dock till att Mileikowsky lämnade VD-posten 1978 och efterträddes av Sten Gustafsson.
Mileikowsky var också verksam inom medicintekniska sammanhang. Under sitt sista decennium i livet bodde han i Schweiz och publicerade skrifter inom flera olika områden. Han invaldes som ledamot av Krigsvetenskapsakademien 1974.
Curt Mileikowsky var son till direktör Gregor Mileikowsky och Margit Mileikowsky, född Wallis.

## Utmärkelser
- Kommendör av Vasaorden, 3 december 1974.[4]